# Ficus arbuscula
Ficus arbuscula là một loài thực vật có hoa trong họ Moraceae. Loài này được K.Schum. & Lauterb. mô tả khoa học đầu tiên năm 1900.